# 高阿那肱
高阿那肱（？—580年11月18日），善無郡人，北齊後主高緯寵臣，與穆提婆、韓鳳合稱北齊「三貴」，在北齊時，靠著巴結和士開、陸令萱等權貴而平步青雲。

## 生平

### 武勇著名
高阿那肱的父親高市貴，是東魏權臣高歡的武將，以军功封为常山郡公，做到晋州刺史。赠为太尉公。因此高阿那肱常有機會跟隨出征，因功受封直城縣男。北齊建國之初，任庫直都督。553年，擊敗契丹與柔然的進攻。有次，北齊文宣帝高洋追擊柔然的軍隊，當時柔然大軍儘管已在撤退，卻還有五萬多人，高洋派阿那肱去截斷柔然的退路，而阿那肱僅有數千人，於是向皇上高洋請求增派援軍，高洋不增兵反而撤減阿那肱一半的兵力，結果阿那肱奮力一戰，大敗柔然大軍，因此高阿那肱當時在北齊軍方中以勇猛敏捷著稱。

### 深受武成帝高湛喜愛
武成帝高湛即位後，任假儀同三司、武衛將軍。高阿那肱除了精通騎射外，還擅於諂媚巴結，因此受到高湛喜愛。

### 與和士開為至交
除此之外，連寵臣和士開也與高阿那肱交好，兩人時常相互嬉戲，甚至關係好到高阿那肱有危難時，和士開都會替他說話開脫。
565年，高湛禪位給幼子高緯，高阿那肱多次加官進爵，加授開府，任侍中、驃騎大將軍、領軍、并省右僕射。
567年，官員封孝琰得罪了和士開，和士開跟高緯說封孝琰與荒唐放縱的南陽王高綽關係異常親密，高緯就派阿那肱棒打封孝琰五十，阿那肱幾乎要把封孝琰給打死，可見高、和兩人關係之要好。

### 巴結陸令萱
高阿那肱不好讀書，也不玩權謀，這些都是和士開在行的，然而，高阿那肱只靠巴結高湛、和士開，就能平步青雲，之後擔任東宮侍衛，繼而受年幼的後主高緯信任，而剛剛被高緯提拔的女官陸令萱，在短時間內，地位迎頭趕上和士開與高阿那肱，於是兩人轉而與陸令萱交好，皆拜陸令萱為義母。
570年，高阿那肱封淮陰郡王，爾後又升省尚書左僕射、并省尚書令、領軍大將軍、并州刺史。

### 取代和士開、斛律光，掌握北齊軍權
和士開死後，高阿那肱的地位完全取代了和士開。573年2月28日，錄尚書事。8月1日，任命高阿那肱為司徒。574年1月，升高阿那肱為右丞相，總理北齊軍權與內省機要。

### 停止祭祀祈雨
當阿那肱錄尚書事時，聽說有龍出現時，非常高興，去問祭祀官員源師，源師說明龍指得是蒼龍星，應當求雨祭祀，阿那肱大怒，認為漢人文化相當彆扭，於是廢除祭祀祈雨。

### 名聲良好
雖然高阿那肱名列「寵臣」之列，但高阿那肱卻沒有利用職位之便，行投機之實，當時和士開昏亂、陸令萱母子貪贓枉法、韓鳳陷害忠良，這些高阿那肱都沒有參與，可以說是當時北齊寵臣中名聲最好的一個。爾後，官拜司徒公、右丞相，仍兼任錄尚書事、刺史之職。

### 耽誤軍機
此後，高阿那肱掌握北齊軍權，除了在575年回救晉陽之戰，當時周國軍隊北遁，此外沒有任何建樹。
576年11月10日，北周武帝宇文邕舉大軍東伐北齊。17日，北周大軍進逼晉州而來，平陽危急，當時高緯與高阿那肱在天池打獵，自早上到中午，晉州接連三次派傳報兵來通報掌握軍機大權的高阿那肱，高阿那肱怕騷擾高緯興致，所以沒有通報，天快黑時，平陽城已被攻陷，高阿那肱才敢奏請高緯平陽城陷之事。隔日一早，高緯欲帶領北齊大軍前往支援，卻被淑妃馮小憐攔下，要求再行一次圍獵，嚴重耽誤了軍機。24日，高緯帶領北齊大軍到達晉州時，就令以軍功起家的高阿那肱先統率先鋒部隊。
12月，周武帝回長安，留下一支軍隊鎮守晉州城，高阿那肱包圍晉州城。9日，高緯與高阿那肱會合。

### 受到冷落
577年1月8日，周武帝來救晉州。10日，齊軍在晉州城南被打得大敗，後主高緯只能先拋棄軍隊先撤走。然而周國主力軍一到，高緯猶豫到底該不該棄守晉州，高阿那肱說：「眼下北齊大軍久未臨敵，能戰鬥的不超過十萬，扣去生病、圍城、炊飯的人數，人數僅剩三分之二，眼下北齊大軍已不像神武帝高歡那時所親率的大軍那般勇猛，根本不是北周的對手，應當退守高梁橋。」高阿那肱此話一出，引發大將安吐根震怒，群臣更激怒高緯說：「難道陛下不如神武帝高歡？」高緯於是決定奪回平陽，並斥責了高阿那肱。
平陽之戰，高緯、馮小憐、穆提婆等人觀戰，北齊東面只是頗有後退之意，卻被貪生怕死的寵臣穆提婆嚇得趕緊催高緯離開，14日，高緯不顧群臣的反對，僅留安德王高延宗、廣寧王高孝珩留守晉陽。高緯退到高梁後，群臣對這沒親身經歷過戰事的高緯做出了勸說，說：「兩軍開戰，稍有進退是常有的事，陛下應當趕緊回去。」接著武衛張常山也趕上通報晉州情況，說：「大軍尚且整齊，但主帥離開，將會影響士氣。」高緯覺得有理，卻又被穆提婆攔下，要求離開此地，於是高緯北撤。

### 再受重用
當時，高阿那肱受高緯冷落，正帶軍與北周對抗之際，曾派士兵雷湘回報要帶高緯的西軍前去支援文侯城，在斛律孝卿進讒言下，高緯已方寸大亂，所以按兵不動。高阿那肱的心腹馬子平見狀，也知此時的高緯開始對高阿那肱起了猜忌，於是想誣陷高阿那肱，高緯雖方寸大亂，但還是會權衡大局，此時還需依賴高阿那肱，絕不可內訌，於是殺了馬子平。577年，1月16日，高緯派高阿那肱守高壁，北周武帝宇文邕率大軍直逼，高阿那肱望風而逃。17日，高緯回鄴，與高阿那肱等數十人會合，同時穆提婆投降北周。高緯進封高阿那肱為大丞相。
1月21日，安德王高延宗戰敗被俘。廣寧王高孝珩提出以獨孤永業、高湝和自己分三路擾亂北周，周軍自然潰散，還建議高緯能解散宮人與用宮中珍寶賞賜軍士，來振奮士氣，這些建議皆被高緯拒絕。2月4日，高緯禪位給高恆後，以高孝珩為太宰，孝珩曾想發動政變，計畫在千秋門刺殺高阿那肱。2月8日，因高阿那肱碰巧從便路進宮而失敗。後來孝珩被高阿那肱貶去滄州。

### 投降北周
在北周連連捷報的情況下，高緯渡過黃河，到了青州，令高阿那肱前去投靠濟州關，以便觀察北周動靜，並早晚回報，高緯的計畫是，只要北周大軍有了動靜，就立馬南撤至陳國。然而高阿那肱卻接連回報：「北周沒有動靜，可暫且在青州招兵買馬，不必急著南撤。」來安撫高緯，周軍到了濟州關後，高阿那肱立即投降北周，至於高阿那肱為何沒有回報北周大軍已經逼近，普遍的說法是，高阿那肱想要自保，為了向北周表現誠意，於是不通報後主高緯，致使他被活捉生擒，無暇南逃。2月25日，後主高緯無預警地被北周武將尉遲勤生擒。
事後，高阿那肱成為戰俘，送到長安，受大將軍，封郡公。不久又出任隆州刺史。

### 謀反被殺
580年，隨國公楊堅控制北周朝政，引起蜀地的將領王謙不滿，圖謀反叛，於是高阿那肱與王謙聯手，獻上上中下三策，上策是攻打散關，因為蜀地的人若知道王謙以替北周勤王之名而起兵，一定會誓死效命；中策是攻打梁、漢兩州，以觀天下之勢；下策是坐守劍南，王謙個性膽小，選了中下策，而楊堅派梁睿為行軍元帥，平定了王謙之亂，最終，高阿那肱也被殺死。

## 家庭

### 父亲
- 高市贵，东魏骠骑大将军、仪同三司、晋州刺史、西道军司、常山郡公，追封成皋王

### 兄弟
- 高孔雀，北齐成皋王

### 儿子
- 高僧护，北齐通直散骑常侍

## 延伸阅读
[在维基数据编辑]
 《北齊書·卷50》，出自李百药《北齊書》
 《北史·卷092》，出自李延壽《北史》

### 引用與註釋
1. ↑  姓高，名阿那肱
2. ↑  《北史‧恩幸》中記載：「兵雖多，堪戰者不過十萬，病傷及繞城火頭，三分除一。昔攻玉壁，援軍來，即退。今日將士豈勝神武皇帝時？不如勿戰，守高梁橋。」
3. ↑  周軍未至，且在青州集兵馬，未須南行。